# 타이터스 웰리버
타이터스 웰리버(Titus Welliver, 1961년 3월 12일 ~ )는 미국의 배우이다.

## 출연 작품
- 배트맨: 더 롱 할로윈, 파트 투 (2021) - 카마인 팔콘  (목소리)
- 상간녀 살인사건 (2019)
- 리브 바이 나이트 (2016)
- 포커 나이트 (2014)
- 트랜스포머: 사라진 시대 (2014)
- 프라미스드 랜드 (2012)
- 아르고 (2012)
- 맨 온 렛지 (2012)
- 어웨이크닝 (2011)
- 파워스 (2011)
- 굿모닝, 킬러 (2011, Good Morning, Killer)
- 타운 (2010)
- 아더 피플스 파티스 (2009)
- 굿 와이프 1 (2009)
- 핸섬 해리 (2009)
- 선스 오브 아나키 (2008)
- 더 내로우스 (2008)
- 휴먼 컨트랙트 (2008)
- 라이프 (2007)
- 가라, 아이야, 가라 (2007)
- 프리즌 브레이크 시즌1 (2005)
- 어썰트 13 (2005)
- 블랙아웃 (2005)
- 데드우드 (2004)
- 금발의 여인 (2001)
- 씨멘트 (1999)
- 러프 라이더스 (1997)
- 브룩클린 사우스 (1997)
- 빅 폴 (1996)
- 나를 사랑한 고릴라 (1995)
- 여자의 용기 (1994)
- 제로 타겟 (1994)
- 도어즈 (1991) - 메이킹 캅 역
- 로스트 카포네 (1990)
- 특전대 네이비 씰 (1990)